# Urup
|  | Per a altres significats, vegeu «riu Urup». |

Urup (en rus, Уруп i en japonès, Uruppu) és una illa volcànica deshabitada que pertany a l'arxipèlag de les Kurils, Rússia, del qual es troba a la part meridional. Administrativament és controlada per l'Óblast de Sakhalín. Antigament era coneguda com a Company's Land.

## Història

### Abans del segle XX
Urup va ser habitada originàriament pels ainus, els pobles nadius dels Kurils, Sakhalin i Hokkaidō. La primera visita registrada dels europeus va tenir lloc l'any 1643, quan un vaixell de la Companyia Holandesa de les Índies Orientals, comandat per Maarten Gerritsz Vries hi va fer cap a la recerca, probablement de pells. L'illa apareix en un mapa oficial que mostra els territoris del domini Matsumae, un domini feudal del Japó del període Edo datat el 1644, i aquestes possessions van ser confirmades oficialment pel shogunat Tokugawa el 1715.
Els comerciants de pells russos van aparèixer a la zona a finals del segle xviii, caçant llúdria marina i capturant vaixells estrangers a la zona. Hi va haver enfrontaments entre els russos i els ainus el 1772, i tot i que duran un temps es retiraren els russos hi acabaren tornant. Al llibre Voyages & Découvertes faites par les Russes de GF Muller (Amsterdam, 1766) es descriuen les illes Kurils, inclosa la d'Urup, i s'explica que els seus habitants comerciaven amb els japonesos, però que no estaven sota el seu control. El 1768 el comerciant de pells Ivan Txerni va establir una petita presència russa a Urup seguint instruccions del governador de Sibèria. Durant la dècada de 1770 va ser la base dels intents d'establir relacions comercials amb els japonesos a Yezo (Hokkaido), que va acabar quan va ser destruïda per un tsunami el juny de 1780.
Durant la dècada posterior a 1795, un grup de 40 homes i dones russos sota el comandament de Zvezdochetov va establir a Urup una colònia batejada com a "Slavorossiia". El 1801 el govern japonès va reclamar oficialment el control de l'illa, incorporant-la a la província d'Ezo (actualment Prefectura de Hokkaidō). Això va provocar una sèrie d'enfrontaments amb la Rússia imperial, i la sobirania va passar inicialment a Rússia segons els termes del Tractat de Shimoda el 1855. El mateix any, en un esforç per trobar la flota russa a l'oceà Pacífic durant la guerra de Crimea, una força naval franco- britànica va arribar al port d'Hakodate, obert als vaixells britànics com a resultat del Tractat d'Amistat Anglo-Japonès de 1854, i navegant més al nord, va desembarcar a Urup, prenent possessió oficial de l'illa com "l'Isle de l'Alliance" i nomenant un habitant local aleutià com a governador provisional. El Tractat de París va restituir l'illa al control rus.
Tres vaixells baleners han naufragat a prop o a l'illa: un el 1853 i dos el 1855. La nit del 27 al 28 d'abril de 1853, el vaixell Susan (349 tones), de Nantucket, es va enfonsar a l'estret de Bussol mentre intentant entrar al mar d'Okhotsk. Dos homes hi van morir. Els vint-i-cinc membres de la tripulació restants es van amuntegar en dos baleners i van arribar a Urup la tarda del 29 d'abril. Aquí van passar vuit dies abans de ser rescatats per la barca Black Warrior, de New London. El 14 de maig de 1855, els vaixells King Fisher (425 tones) i Enterprise (291 tones), ambdós de New Bedford, van naufragar en un escull a l'extrem nord-est de l'illa mentre intentaven passar per l'estret de Bussol fins al mar d'Okhotsk. Tothom es va salvar.
Sota el Tractat de Sant Petersburg la sobirania va passar a l'Imperi Japonès, juntament amb la resta de les illes Kurils. L'illa era antigament administrada com a part del districte d'Uruppu de la subprefectura de Nemuro d'Hokkaidō. La resta d'habitants locals (principalment aleutes) van ser traslladats a Kamtxatka, segons la seva voluntat, i substituïts per colons japonesos.

### Segles XX i XXI
Durant la Segona Guerra Mundial tots els habitants civils de l'illa van ser traslladats a les seves illes d'origen japoneses. Cap al final de la guerra l'Exèrcit Imperial Japonès va estacionar aproximadament uns 6.000 soldats a Uruppu. Durant la invasió de les illes Kurils per la Unió Soviètica, a la fi de la Segona Guerra Mundial, les forces japoneses d'Uruppu es van rendir sense resistència.
El 1952, en signar el Tractat de San Francisco, el Japó va renunciar a la seva pretensió sobre l'illa. Les tropes frontereres soviètiques van ocupar les antigues instal·lacions militars japoneses. Ja a la dècada de 1950, a l'extrem nord-est de l'illa d'Urup, existia un radar de defensa aèria VHF P-14 "Tall King". Les tropes es van retirar després de la dissolució de la Unió Soviètica, el 1991. L'illa està deshabitada i és administrada com a part de l'oblast de Sakhalin de la Federació Russa.

## Geografia i clima
Urup té una forma rectangular, amb 120 quilòmetres de llargada i uns 20 quilòmetres d'amplada. És la quarta més gran de les illes Kurils, amb una superfície de 1.437 km². El punt més alt és el Gora Ivao, amb 1.426 msnm.
L'estret entre Urup i Iturup és conegut com l'estret de Vries, en record de l'explorador holandès Maarten Gerritsz Vries, primer europeu que va explorar la zona. L'estret entre Urup i Simushir es coneix com a estret de Bussol, en record a un dels vaixells de La Pérouse, que va explorar la zona de les illes Kurils el 1787.
Urup consta de quatre grans grups d' estratovolcans actius o latents :
- El grup Kolokol (en rus: Группа Колокола, japonès :得撫富士), amb una alçada de 1.328 metres va tenir la darrera erupció el 1973.
- Rudakov (en rus: Рудаков; japonès :台場山), amb una alçada de 524 metres, té un cràter semblant a un embut de 700 metres d'ample que conté un llac de cràter de 300 metres d'ample.
- Tri Sestry (en rus: Три Сестры ; japonès :硫黄山), amb una alçada de 998 metres, té els flancs tallats per profunds barrancs i té nombroses aigües termals.
- El grup Ivao (en rus: Группа Ивао; japonès :白妙山), amb una alçada de 1.426 metres, és el punt més alt de l'illa. El con més al sud-est divideix una vall glacial, formant un llac.

Malgrat la seva latitud, la freda corrent d'Oyashio i la potent baixa Aleutiana es combinen per donar a Urup un clima subàrtic (Köppen Dfc), que és proper a un clima polar (Koppen ET), amb estius suaus i boirosos i hiverns freds i nivosos. En realitat, el clima s'assembla molt més al clima oceànic subpolar de les illes Aleutianas que al clima continental de Sibèria o Manxúria, però la mitjana de febrer de -5,8 °C està molt per sota del límit dels climes "oceànics". Urup, com totes les illes Kurils, experimenta un retard estacional extremadament fort, amb les temperatures més altes a l'agost i setembre, les més baixes al febrer i temperatures més càlides a l'equinocci de tardor que al solstici d'estiu.
| Dades climàtiques a Urup                          | Dades climàtiques a Urup | Dades climàtiques a Urup | Dades climàtiques a Urup | Dades climàtiques a Urup | Dades climàtiques a Urup | Dades climàtiques a Urup | Dades climàtiques a Urup | Dades climàtiques a Urup | Dades climàtiques a Urup | Dades climàtiques a Urup | Dades climàtiques a Urup | Dades climàtiques a Urup | Dades climàtiques a Urup |
| Mes                                               | gen                      | febr                     | març                     | abr                      | maig                     | juny                     | jul                      | ag                       | set                      | oct                      | nov                      | des                      | anual                    |
| ------------------------------------------------- | ------------------------ | ------------------------ | ------------------------ | ------------------------ | ------------------------ | ------------------------ | ------------------------ | ------------------------ | ------------------------ | ------------------------ | ------------------------ | ------------------------ | ------------------------ |
| Màxima rècord °C (°F)                             | 3.9 (39)                 | 8.9 (48)                 | 5.0 (41)                 | 13.9 (57)                | 21.1 (70)                | 26.1 (79)                | 23.9 (75)                | 25.0 (77)                | 22.2 (72)                | 17.8 (64)                | 13.9 (57)                | 10.0 (50)                | 26.1 (79)                |
| Màxima mitjana °C (°F)                            | −2.8 (27)                | −3.9 (25)                | −1.7 (28.9)              | 2.8 (37)                 | 6.1 (43)                 | 8.9 (48)                 | 12.2 (54)                | 13.9 (57)                | 13.3 (55.9)              | 9.4 (48.9)               | 3.9 (39)                 | 0.0 (32)                 | 5.2 (41.4)               |
| Mitjana diària °C (°F)                            | −4.7 (23.5)              | −5.8 (21.6)              | −3.6 (25.5)              | 0.3 (32.5)               | 3.3 (37.9)               | 5.8 (42.4)               | 8.9 (48)                 | 10.8 (51.4)              | 10.3 (50.5)              | 6.9 (44.4)               | 2.0 (35.6)               | −2 (28)                  | 2.7 (36.9)               |
| Mínima mitjana °C (°F)                            | −6.7 (19.9)              | −7.8 (18)                | −5.6 (21.9)              | −2.2 (28)                | 0.6 (33.1)               | 2.8 (37)                 | 5.6 (42.1)               | 7.8 (46)                 | 7.2 (45)                 | 4.4 (39.9)               | 0.0 (32)                 | −3.9 (25)                | 0.2 (32.4)               |
| Mínima rècord °C (°F)                             | −16.1 (3)                | −16.1 (3)                | −17.8 (0)                | −8.9 (16)                | −3.9 (25)                | −2.8 (27)                | 0.0 (32)                 | 2.8 (37)                 | 0.0 (32)                 | −2.2 (28)                | −7.2 (19)                | −12.2 (10)               | −17.8 (0)                |
| Precipitació mitjana mm (polzades)                | 116.6 (4.591)            | 76.5 (3.012)             | 93.0 (3.661)             | 97.0 (3.819)             | 93.5 (3.681)             | 71.6 (2.819)             | 117.9 (4.642)            | 103.6 (4.079)            | 154.9 (6.098)            | 158.5 (6.24)             | 139.2 (5.48)             | 149.1 (5.87)             | 1.371,4 (53,992)         |
| Font: Worldwide Bioclimatic Classification System |                          |                          |                          |                          |                          |                          |                          |                          |                          |                          |                          |                          |                          |

## Fauna
A la primavera i a l'estiu nien a l'illa el gavotí emplomallat, el fraret crestat i el somorgollaire columbí; també hi ha una colònia de gavineta de tres dits.